# Андреев, Владлен Михайлович
Владле́н Миха́йлович Андре́ев (8 июля 1924, Чернигов, УССР, СССР — 1987, Москва, СССР) — советский самбист, тренер, председатель Федерации самбо Москвы, ответственный секретарь Федерации самбо СССР, главный тренер сборной СССР по дзюдо. Заслуженный работник физической культуры РСФСР, награждён орденами «Знак Почета» и «Дружбы народов». Судья всесоюзной категории (1955).

## Биография
Родился 8 июля 1924 года в Чернигове.
В десятилетнем возрасте вместе с родителями переехал в Москву. После школы поступил в МАИ. Но учиться ему не пришлось: вместе с однокурсниками он мобилизован на строительство оборонительных рубежей под Смоленском и Вязьмой. В годы Отечественной войны прошёл путь от авиамеханика до летчика. В 1945 году восстановился в институте, но через год перевелся в ГЦОЛИФК и стал работать тренером самбо в московской милиции.
С 1950 года работал в московском городском совете «Динамо», в военном институте МВД, Московском военном пограничном училище КГБ СССР.
В сентябре 1960 года пленум Федерации самбо СССР принял постановление, в котором указывалась необходимость «…шире развернуть пропаганду преимущества самбо над дзюдо за рубежом, добиваясь создания международной организации самбистов».
В начале декабря 1961 года Владлен Андреев и председатель коллегии судей Дмитрий Гулевич в побывали в Париже на третьем чемпионате мира по дзюдо в качестве наблюдателей. После этой поездки руководство Спорткомитета СССР приняло решение развивать дзюдо в СССР. Главным тренером сборной страны по дзюдо назначили Владлена Андреева.
Под руководством Андреева была сформирована первая сборная СССР по дзюдо. Участники этой сборной одержали победы в товарищеских встречах с командой вооруженных сил Чехословакии (7:1) и дзюдоистами Франции (6:2, 6:2, 5:3).
В мае 1962 года сборная страны по дзюдо приняла участие в своем первом официальном международном турнире — чемпионате Европы (Эссен, ФРГ). В команду включили спортсменов, ранее выступавших по самбо: Валерия Наталенко и Роберта Джгамадзе (68 кг), Илью Ципурского и Альфреда Каращука (80 кг), Бориса Шапошникова (свыше 80 кг), Бориса Мищенко, Дурмишхана Беруашвили, Анзора Киброцашвили, Генриха Шульца, Анзора Кикнадзе и Александра Лукашевича (все — абсолютное первенство). Владлен Андреев был главный тренером, вторым тренером стал Василий Маслов, руководил делегацией председатель всесоюзной Федерации борьбы самбо С. Рождественский. Из четырёх первых мест два завоевали Анзор Кикнадзе (среди любителей) и Анзор Киброцашвили (среди профессионалов). Борис Мищенко стал серебряным призёром, а Альфред Каращук — бронзовым.
В качестве главного тренера страны Андреев готовил спортсменов к трем Олимпиадам, пяти чемпионатам мира и 14 чемпионатам Европы. Под его руководством семнадцать членов сборной СССР получили звание «Заслуженного мастера спорта СССР». Сам Андреев получил звание «Заслуженного тренера СССР» (1960).
С 1977 года работал в российском совете «Динамо».
Проживал в Москве. Умер в 1987 году. Похоронен на Ваганьковском кладбище.